# Centro Cultural Mexiquense

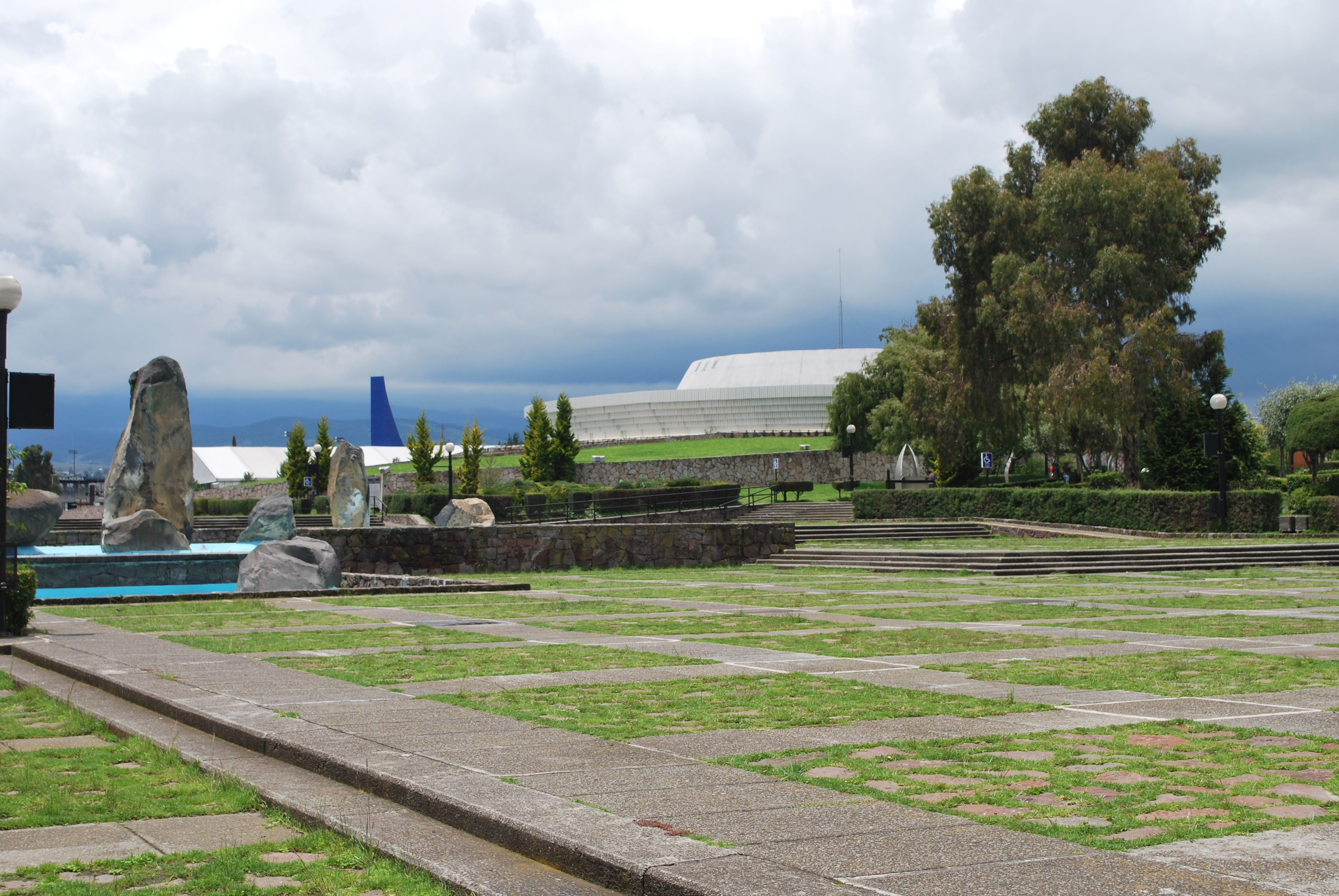
Vista de Centro Cultural

El Centro Cultural Mexiquense es un centro cultural situado en el borde occidental de la ciudad de Toluca en el centro de México. El centro está dirigido por el gobierno del Estado de México a través de la Secretaría de Cultura y Turismo del Estado de México, el más grande y más importante de esta agencia, que recibe cerca de 80.000 visitantes al año. Contiene el Museo de Antropología e Historia, el Museo de Arte Moderno y el Museo de Culturas Populares, así como la Biblioteca Pública Central y el Archivo Histórico del Estado de México, y las instalaciones para la investigación.
El complejo está situado en la parte de la antigua Hacienda San José de las Pila, que originalmente era parte de un monasterio de la Franciscana llamado Nuestra Señora de la Asunción. Esta hacienda fue una de las más grandes en el Valle de Toluca con grandes pastizales para el ganado y un manantial de agua dulce, el cual ha sido abierto al público recientemente. La hacienda pasó a manos del Estado en 1976. Parte de la tierra, 177,989 ha, se dedicó al centro cultural. El arquitecto principal del proyecto fue Pedro Ramírez Vázquez, quien diseñó los museos. El centro fue inaugurado en 1987, los tres grandes museos y una colección de arte y objetos culturales donados por centros regionales, museos, bibliotecas, festivales de arte y familias individuales. La mayor parte de los terrenos permanecen abiertos y contienen algunas de las originales construcciones de la hacienda, junto con cerca de setenta esculturas de hierro, bronce y madera.
Los tres principales museos son: el Museo de Antropología e Historia, el Museo de Culturas Populares y el Museo de Arte Moderno. El Museo de Antropología e Historia se divide en varias salas. Una está dedicada a la ecología, exhibiendo la flora y la fauna del Estado de México. Otras salan están dedicadas al periodo prehispánico, periodo colonial y México desde la Independencia. Hay tumbas prehispánicas y cerámicas de diferentes culturas que habitaron el Estado de México. Hay también una escultura de una serpiente con una imagen de Mictlantecuhtli en su base. Desde el periodo colonial, hay molinos de azúcar y armaduras metálicas, junto con artículos religiosos y accesorios de las iglesias. Artículos más modernos incluyen una prensa de impresión operada por José Guadalupe Posada, ilustraciones y grabados étnicos de José Zubieta y José Vicente Villada de finales del siglo XIX y principios del siglo XX, Andrés Molina Enríquez y Francisco Murguía de la Revolución Mexicana y Agustín Millán y Abundio Gómez de finales del siglo XX. En el 2004, este museo fue remodelado.

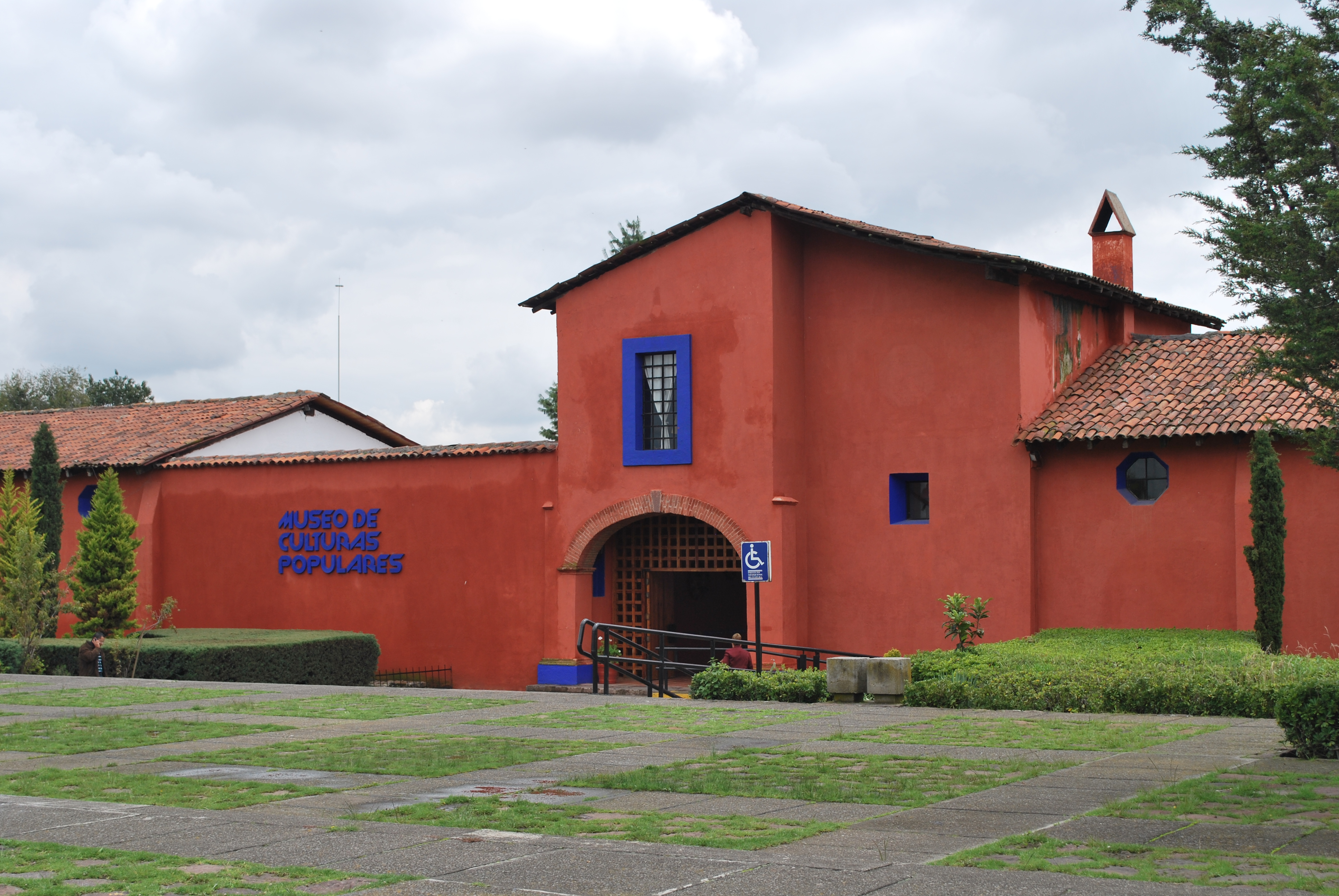
Museo de las Culturas Populares

El Museo de Culturas Populares está localizado en lo que fuera el casco de la ex hacienda, con una muestra de arte popular y artesanías de los estados incluyendo algunos ejemplos importantes del Árboles de Vida, creados en este museo. Uno de ellos es único, ya que se construyó aquí en 1986, mide 5,2 m de alto, construido en una pieza con dos caras. Otros objetos en exhibición incluyen cerámica, textiles, cestería, platería, cristalería, fuegos artificiales, piñatas y juguetes. Hay también modelos de lo que era la vida de los pueblos indígenas del estado.
El Museo de Arte Moderno fue originalmente construido para ser un planetario. Tiene una forma circular con una base de piedra arenisca y un techo cubierto con una serie de anillos de aluminio que aparentan ser un platillo volador. El museo cuenta con siete salas en orden cronológico y por corrientes artísticas. Contiene obras de Germán Gedovius, Leandro Izaguirre, Rufino Tamayo, Matías Goeritz, Pedro Coronel, Doctor Atl, Francisco Zúñiga, Vicente Gandía, Raúl Anguiano, Alfredo Zalce, Enrique Echeverría, Leopoldo Flores, Francisco Toledo,  Francisco Moreno Capdevilla, Arnold Belkin y Gilberto Aceves Navarro. También contiene una sala de usos múltiples y una librería.

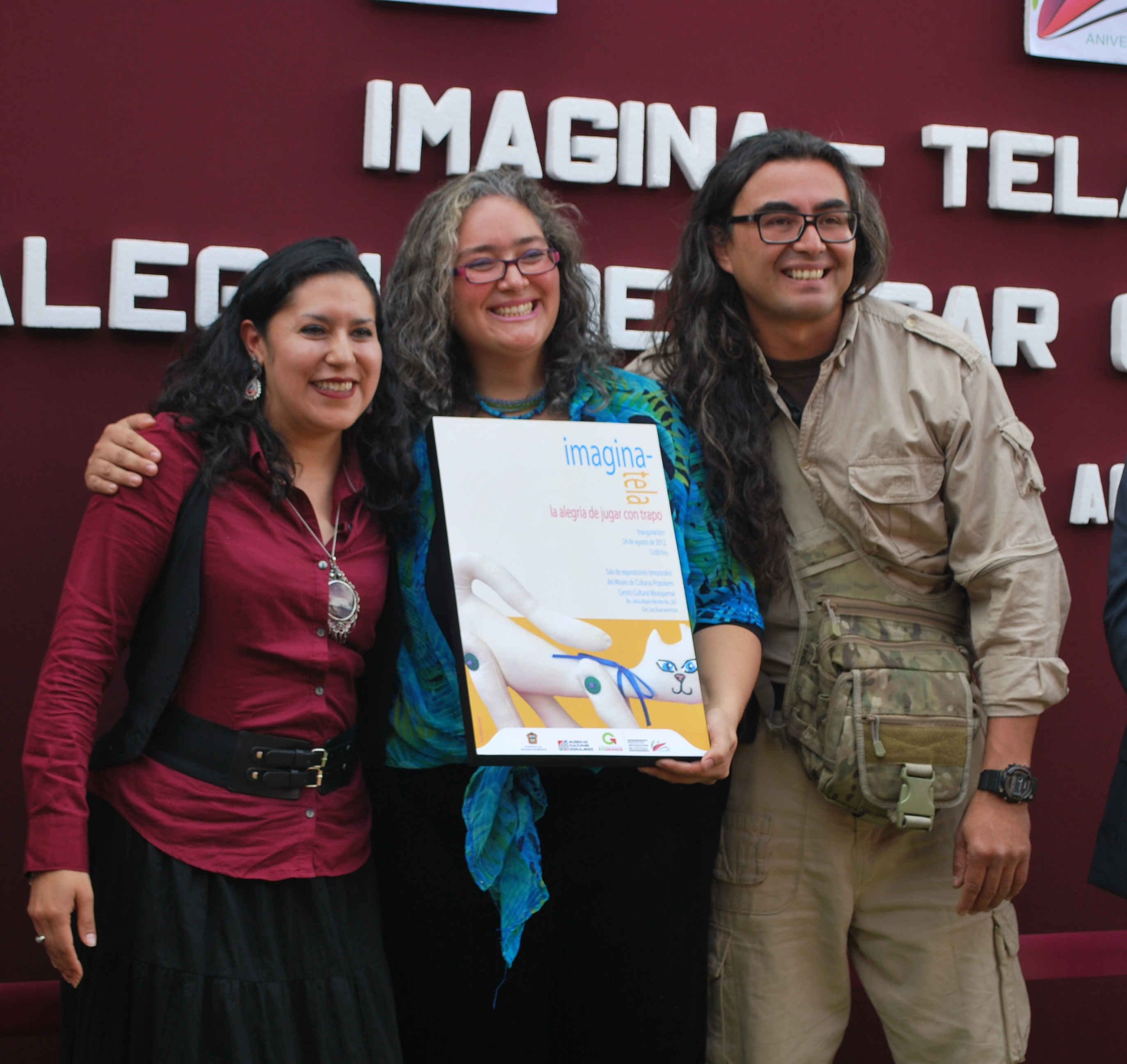
La Directora del Museo de Culturas Populares, Thelma Morales con artesana Ana Karen Allende y arqueólogo Sinhué Lucas en la apertura de exhibición

Otros dos edificios importantes que se localizan en los jardines, son el centro de la biblioteca y los Archivos de la Nación. La biblioteca contiene una colección de cerca de 60.000 volúmenes, muchos de ellos de literatura e historia. con secciones dedicadas a publicaciones periódicas, videos y una sala de cómputo. Los Archivos contienen cerca de veinte millones de documentos relacionados con la historia del estado, desde el periodo colonial hasta finales del siglo XX.
El centro alberga un buen número de exhibiciones en sus salas, así como eventos culturales en sus jardines. El centro patrocina un evento anual llamado FestinARTE, con el propósito de llevar a los niños a apreciar las artes, por medio de trabajos y talleres en pintura, música, cerámica y teatro para niños. El Tianguis de Arte es llevado anualmente al centro. Ahí se vende arte de artistas por estados de la República, al igual que libros. En 2005, el centro llevó a cabo un evento donde invitó alrededor de 400 artistas de grafiti para crear un mural de 50 metros localizado en el estacionamiento.
Para servir a la parte oriental del Estado de México, se inauguró un nuevo centro cultural en Texcoco llamado el Centro Cultural Mexiquense Bicentenario, que fue inaugurado en 2011.